# Walter M-208
Walter M-208 je spíše znám pod obchodní značkou Praga Doris. Byl to vzduchem chlazený, plochý šestiválcový motor s reduktorem. Byl vyvíjen koncem 40. let a do sériové výroby se dostal v polovině 50. let. Vývoj proběhl v Leteckých závodech n.p., Praha - Jinonice v letech 1947-1954, vlastní sériová výroba v přejmenovaném podniku na Motorlet n.p. od roku 1955.

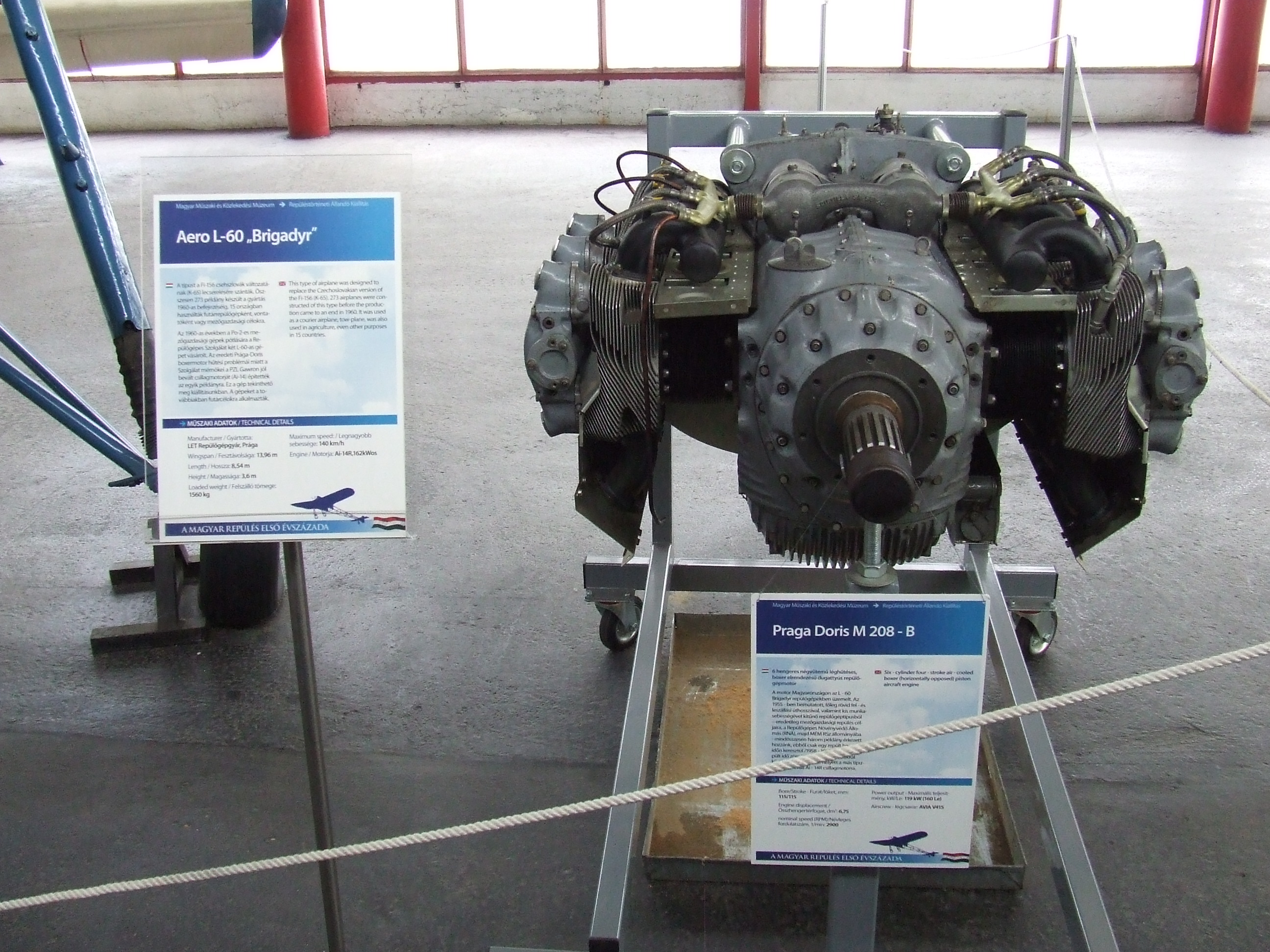
Praga Doris B (M-208B)

## Vznik a vývoj
V červnu 1947 byla do Leteckých závodů n.p., závod 1 Jinonice (bývalá A.S. Walter, od 1. ledna 1948 Motorlet n.p.) přesunuta výroba leteckých motorů z továrny Praga včetně vývoje. Konstrukční skupina ing. Jaroslava Kruliše zde vyvinula plochý šestiválec M-208 o výkonu 162 kW (220 k) vyráběný od roku 1954 pod obchodní značkou Praga Doris. První varianta tohoto motoru pod označením M-208A o předpokládaném výkonu 154 kW (210 k) vznikla v roce 1948. Ještě během vývoje byl modifikován na verzi M-208B. Během vývoje a zkoušek prototypu došlo k mnoha technickým potížím. Jeho vývoj byl ukončen až v roce 1954, současně s další verzi M-208C, která měla rozšířenou skříň pohonů. Státní zkoušky byly provedeny v roce 1955. Od 1. do 25. února odjel první motor 300 hodinou státní zkoušku, při níž byly splněny všechny požadované podmínky ICAO. Následovala i interní zkouška druhého motoru, která trvala 600 h. Poslední variantou byla verze M-208D vyráběná od roku 1958. V roce 1959 ing. Jaroslav Kruliš, nositel státního vyznamenání Za vynikající práci, zemřel.
Vedoucím jeho skupiny pístových motorů této kategorie v jinonickém n.p. Motorlet (Závody Jana Švermy Jinonice, národní podnik, 1957–1966) se stal ing. Kodl. Tato konstrukční skupina pístových, plochých motorů byla v roce 1959 přemístěna do Automobilových závodů Letňany, n.p. (Avia), čímž prakticky vývoj těchto plochých šestiválců skončil a jejich výroba doběhla v roce 1962. V letech 1963–1964 byla do Letňan přemístěna i druhá konstrukční skupina pístových, invertních motorů ing. Bohuslava Šimůnka.
Těchto motorů přes neustálé problémy s uložením klikového hřídele a se spalováním směsi bylo v letech 1955–1962 nakonec vyrobeno 530. Motor M-208 je vystaven v Leteckém muzeu Kbely, v leteckém muzeu Közlekedési Múzeum (Maďarsko) a v leteckém muzeu polského letectva v Krakově (Muzeum Lotwnictwa Polskiego).

## Popis motoru
Motor byl označen podle tehdejší normy LDN-0040.02 pro tvorbu typových čísel letecké techniky, tzn. M-1xx, např. M-137 - bez kompresoru i reduktoru; M-2xx, např. M-208 - bez kompresoru s reduktorem; M-3xx, např. M-337 - s kompresorem bez reduktoru a M-4xx, např. M-462 - s kompresorem i reduktorem.
Všechny verze (A-B-C-D) měly stejné vrtání a zdvih (115×115 mm) a objem válců 7,167 cm3. Lišily se použitým redukčním poměrem reduktoru, mírně hmotností a výkony. Motor M-208 měl valivé uložení na klikovém hřídeli pomocí zaválcovaných půlených pánví a válečků. Původně byla úvaha, že uložení na valivých ložiskách bude příspěvkem ke spolehlivému chodu motoru. Motor měl však řadu závad, zejména na zmíněném klikovém mechanismu a při spalování směsi, jejichž odstranění až v průběhu sériové výroby řešil ing. Jan Souček. Vyřešením problému s valivým uložením klikového hřídele byla až změna na kluzné uložení. Motor s touto verzi uložení klikového mechanismu dostal označení M-208D.
Byl to plochý pístový, šestiválcový motor s protilehlými válci ve dvou řadách. Dnes se také uvádí dvouřadový s protilehlými písty (boxer). Byl to kompaktní motor, všechny součásti systému přípravy směsi, mazací a zapalovací soustavy byly nainstalovány přímo do motoru nebo na motor. Vrtule byla poháněna od klikové hřídele motoru přes planetový reduktor otáček.
Obecně se tento motor a jeho verze hodnotily jako neúspěšný design, nespolehlivý a nedotažený, s mnoha provozními problémy. Na straně druhé dle vyjádření tehdejších servisních techniků z Jinonic se ho v průběhu výroby podařilo vypiplat a až tak špatný a závadový motor to nebyl. Letounů Aero L-60 Brigadýr, kde byl instalován, bylo v různých verzích vyrobeno 273, z nichž téměř polovina byla exportována a část využívalo jako spojovací/kurýrní letoun československé letectvo. Životnost (resurs motoru) původní verze M-208B byla 200 hodin mezi revizemi. Později se podařilo zvýšit dobu do revize na 400 hodin.

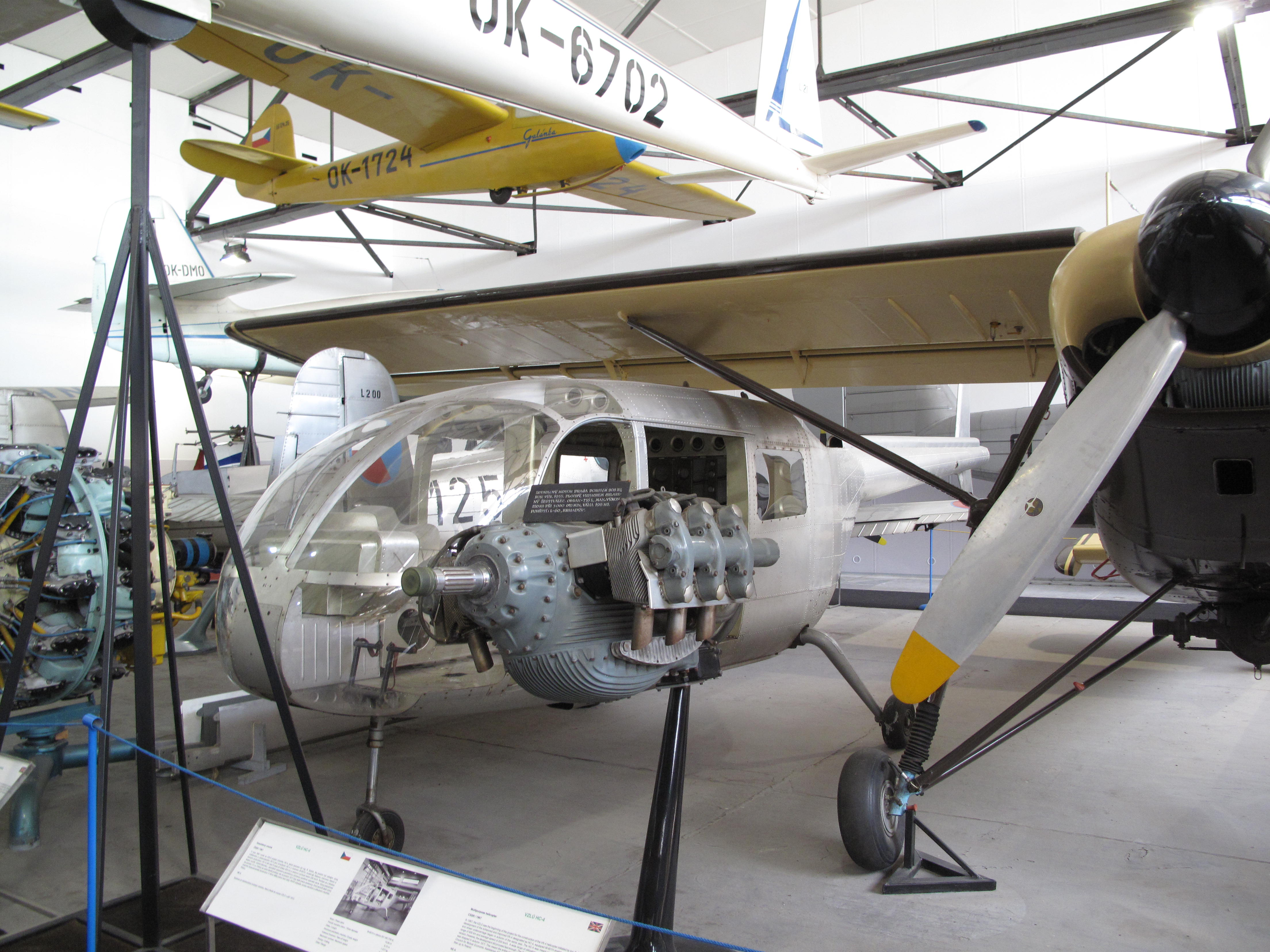
Praga Doris M-208B (LM Kbely 2010)

## Varianty
- M-208A (1948): o předpokládaném výkonu 154 kW (210 k), vyráběn nebyl
- M-208B (1954): základní varianta
- M-208C (1954): jmenovitý výkon 158 kW (215 k), vzletový 173 kW (235 k), redukční poměr: 1:1,52, hmotnost: 214 kg
- M-208D (1958): jmenovitý výkon 162 kW (220 k), vzletový 184 kW (240 k), redukční poměr: 2:3, hmotnost: 195 kg

## Použití
Motory Walter M-208B (Praga Doris B) byly použity především na víceúčelových letounech Aero L-60 Brigadýr, které byly vyvinuty v Aeru ing. Zdeňkem Rubličem, ale vyráběny byly Orličanem Choceň (bývalá továrna Beneš-Mráz) v letech 1955–1960. Letounů Aero L-60 Brigadýr, kde byl instalován M-208B, bylo v různých verzích vyrobeno 273, z nichž téměř polovina byla exportována a část využívalo jako spojovací/kurýrní letoun československé letectvo (asi 50 strojů s vojenským označením L-60A/K-60). Koncem 50. let se připravovaly modernizované verze tohoto letounu označená jako Aero XL-160, s vojenským označením K 160 (M-208B) resp. Aero L-260 s motorem M-208D, ale tyto projekty nebyly nakonec realizovány.
PZL M-2 byl prototyp polského cvičného letounu z roku 1958, dolnokřídlý jednoplošník s pevným podvozkem a motorem Praga Doris M-208B, navržený v podniku WSK-Mielec. Nikdy však nevstoupil do sériové výroby.
Výzkumný a zkušební letecký ústav (VZLÚ) připravoval cvičný dvousedadlový letoun pro pokračovací výcvik označený VZLÚ TOM-8 ing. Karla Tomáše. Prototyp s elektricky stavitelnou vrtulí V-421 a motorem Walter M-208C poprvé vzlétl 23. dubna 1956. Letové zkoušky prokázaly celkem dobré vlastnosti draku, ale zdrojem potíží byl nespolehlivý motor M-208C. Pokračováním byl prototyp TOM-208, který poprvé vzlétl 18. července 1957. V letech 1958–9 byl osazen motorem M-208D. Připravovalo se předání dokumentace k sériové výrobě v Moravanu Otrokovice, ale počátkem roku 1960 byl celý projekt zastaven.
Studijní projekt dvoumístného vrtulníku HC-4 ing. Jaroslava Šlechty (Praga XE-II, Aero HC-2 Heli Baby) s motorem M-208B vznikl ve VZLÚ v 50. letech. Byl to „jednoúčelový“ vrtulník s plovákovým přistávacím zařízením a měl být použit pro sklizeň a transport rákosových snopů v Rumunsku. Na něj navázal projekt HC-5 (L-15) se čtyřmi sedadly. Ani tyto projekty se nedočkaly realizace.

## Použití v letadlech
- Aero L-60 Brigadýr
- TOM-8 (TOM-208)
- PZL M-2 (WSK M-2)
- HC-4 (HC-5)

## Specifikace
Data pro verzi M-208B dle

### Hlavní technické údaje
- Typ: pístový vzduchem chlazený, plochý šestiválcový motor
- Vrtání válce: 115 mm
- Zdvih pístu: 115 mm
- Zdvihový objem motoru: 7 167 cm3
- Hmotnost suchého motoru (tj. bez provozních náplní): 214 kg

### Součásti
- Ventilový rozvod: jeden sací a jeden výfukový ventil na válec, 2× OHC
- Zapalování: Scintilla Vertex
- Příprava palivové směsi: karburátor Praga P-110
- Spotřeba paliva: 240 g·h−1·k−1 / 326 g·h−1·kW−1 (48 l/hod)
- Mazací soustava: suchá kliková skříň, tlakové, oběžné
- Chladicí soustava: chlazení vzduchem
- Vrtule: dvoulistá dřevěná V-411A s mechanickým nastavováním poloh (8°), později kovová V-411B
- Převod na vrtuli (reduktor): 1:1,81

### Výkony
- Nominální, jmenovitý výkon: 200 k (147 kW) při 2 900 ot/min
- Maximální (vzletový) výkon: 220 k (162 kW) při 3 000 ot/min

## Galerie

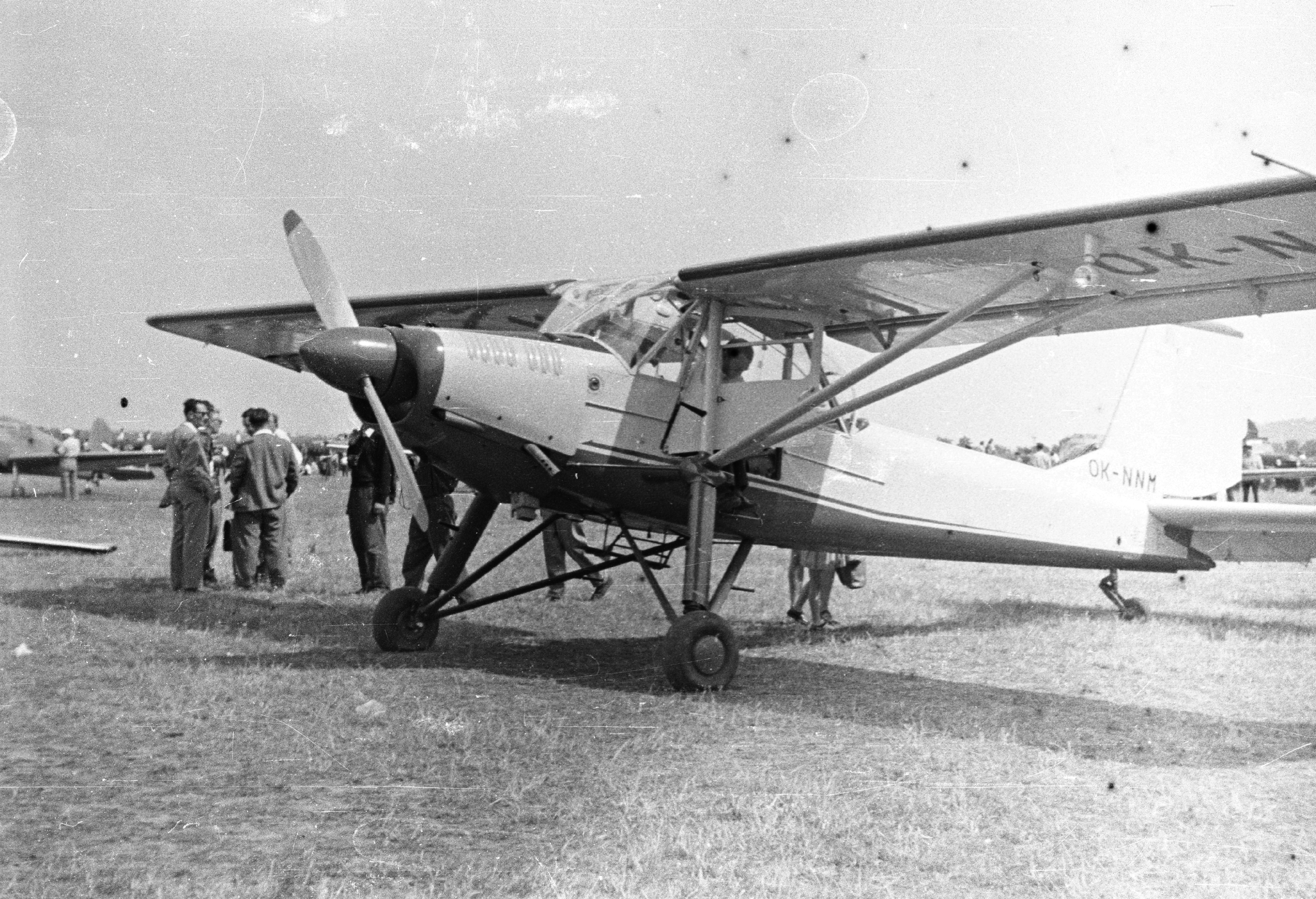
Aero L-60 Brigadýr
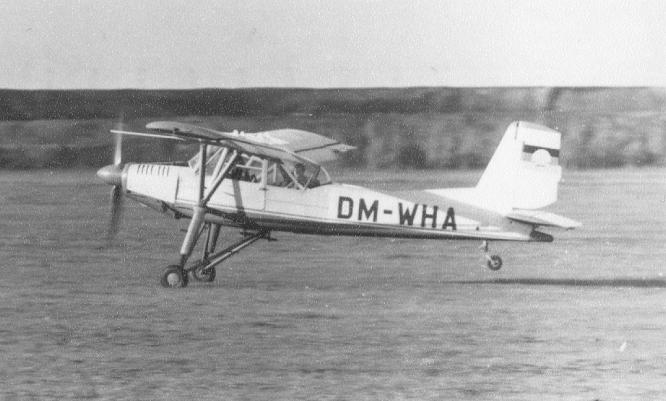
Aero L-60 Brigadýr (DM-WHA)
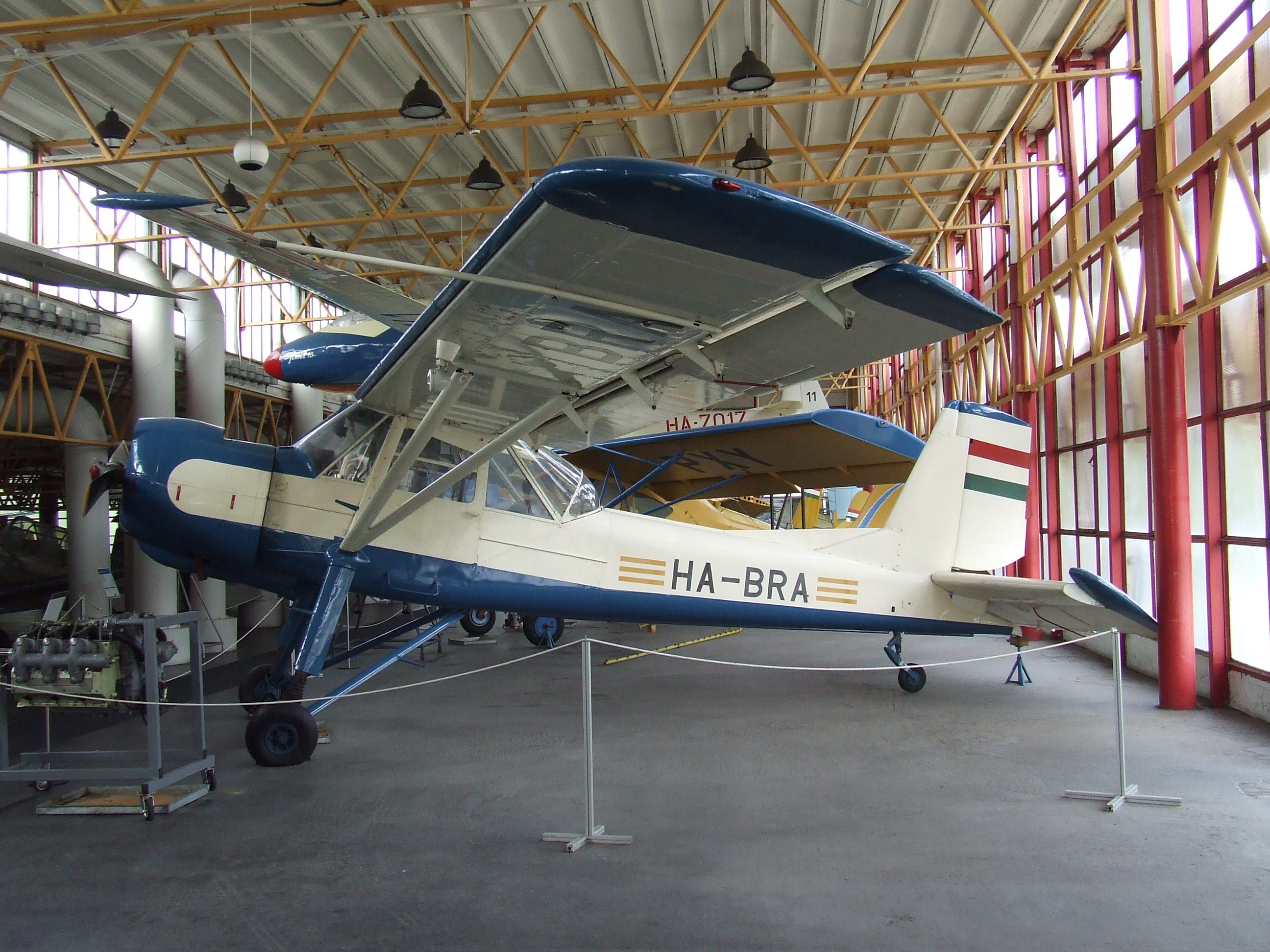
Aero L-60 Brigadýr a před ním motor M-208 (HA-BRA, v muzeu Petőfi Csarnok)
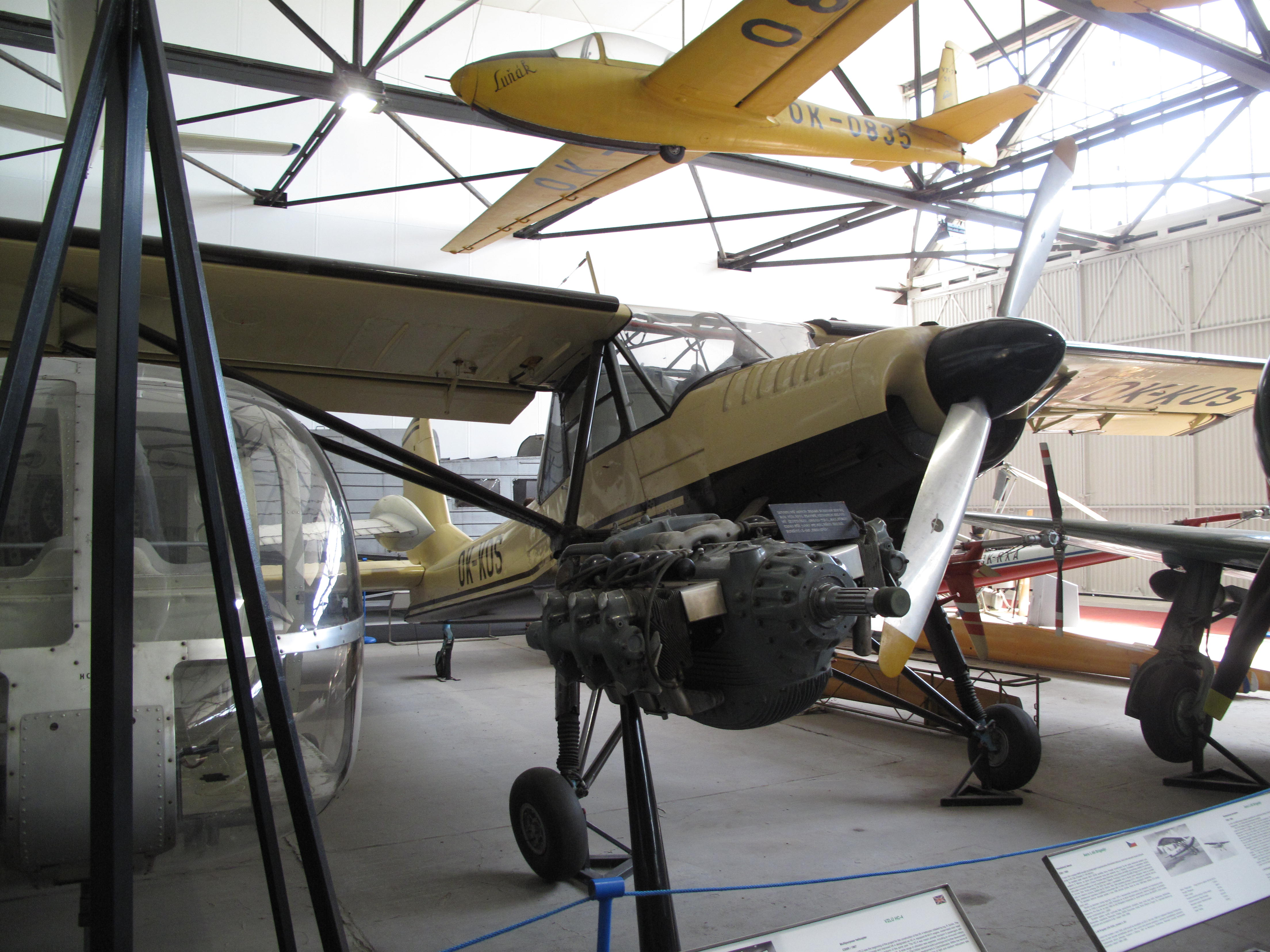
Aero L-60 Brigadýr a před ním motor M-208 (OK-KOS, Letecké muzeum Kbely)
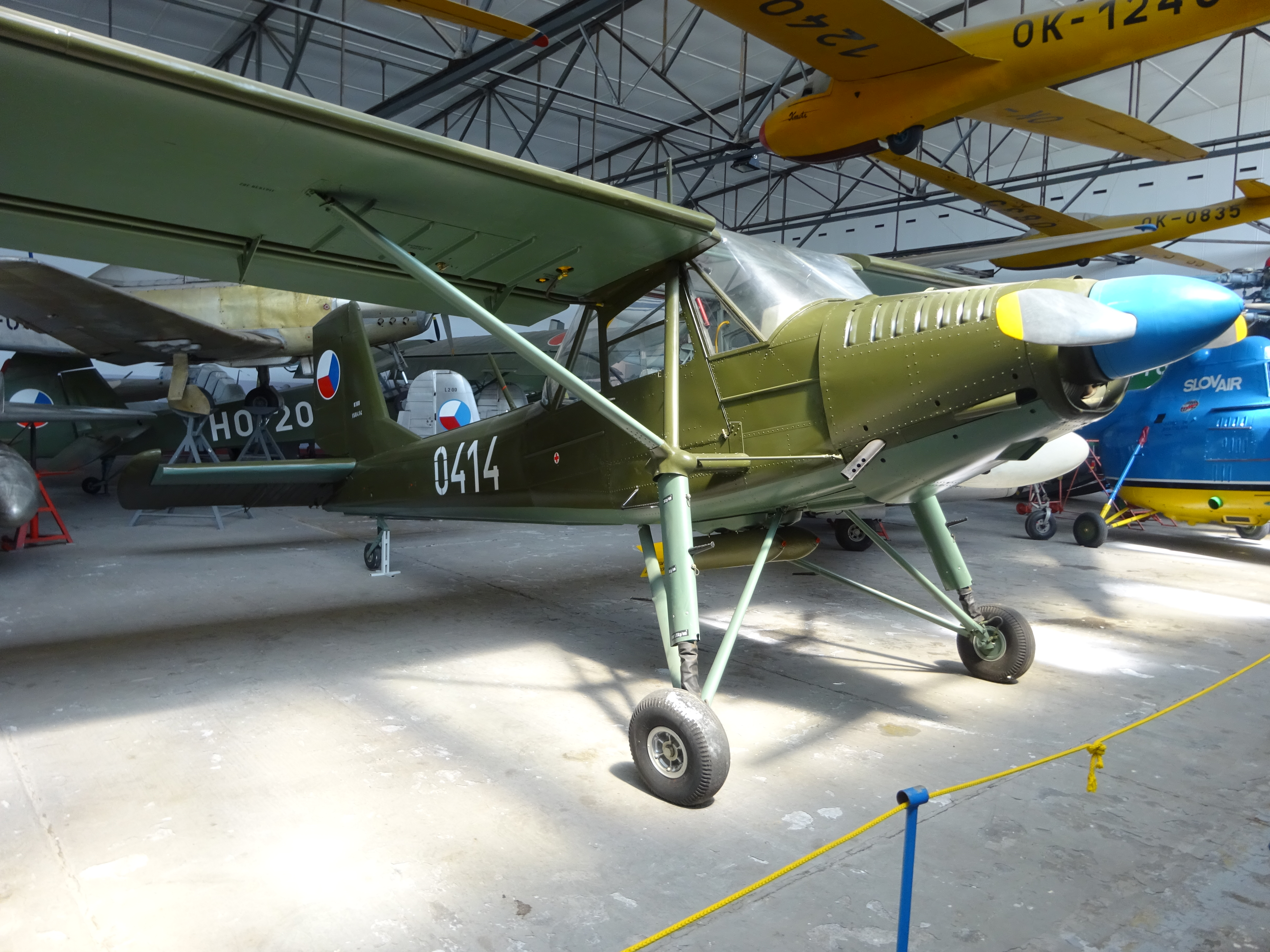
Aero XL-160 (K 160), prototyp (Letecké muzeum Kbely)
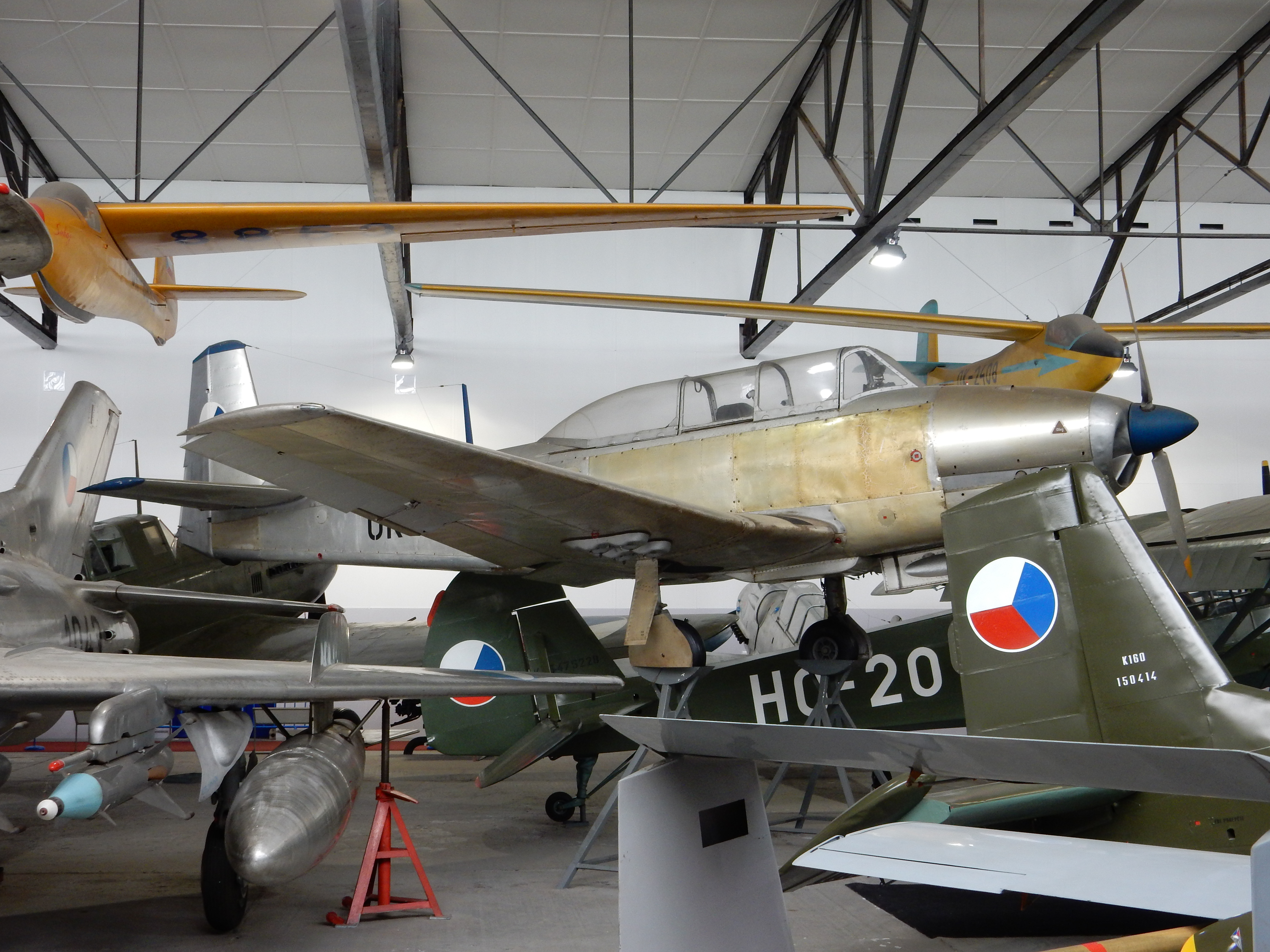
VZLU TOM-8 (Letecké muzeum Kbely)
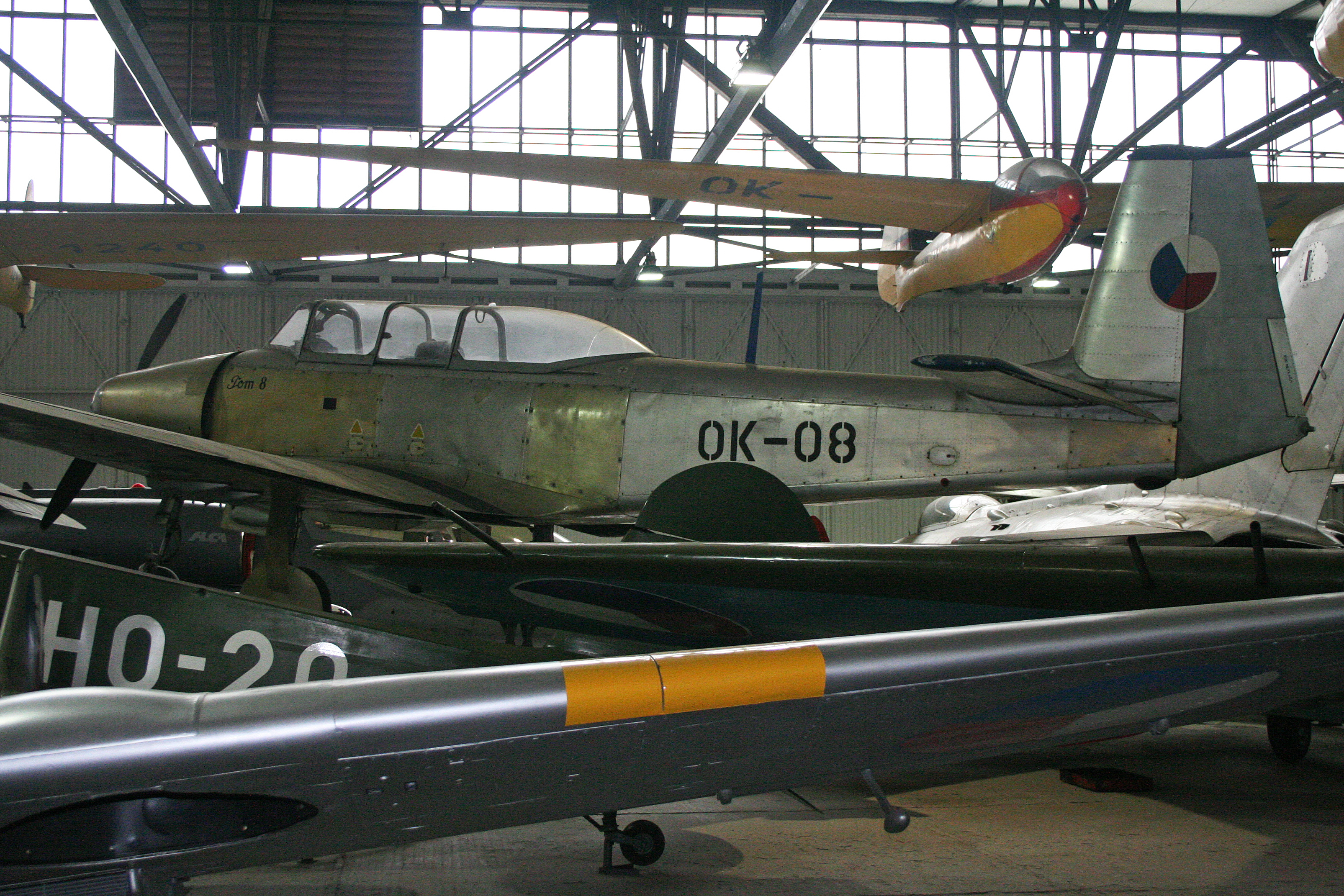
VZLU TOM-8 (OK-08)